# 宋思琪
宋思琪 （1989年—）是一位中国导演。

## 生平
1989年出生于河南，2013年毕业于中央美术学院动画专业，2016年毕业于加州艺术学院实验动画专业目前居住在洛杉矶。2020年她导演的动画《姐妹》获得第92届奥斯卡金像奖奥斯卡最佳动画短片奖的提名。

## 作品
- 《遇见》 (2012)
- 《食》 (2014)
- 《姐妹》 (2018)
- 《硬币》 (2019)